# Maria Waser

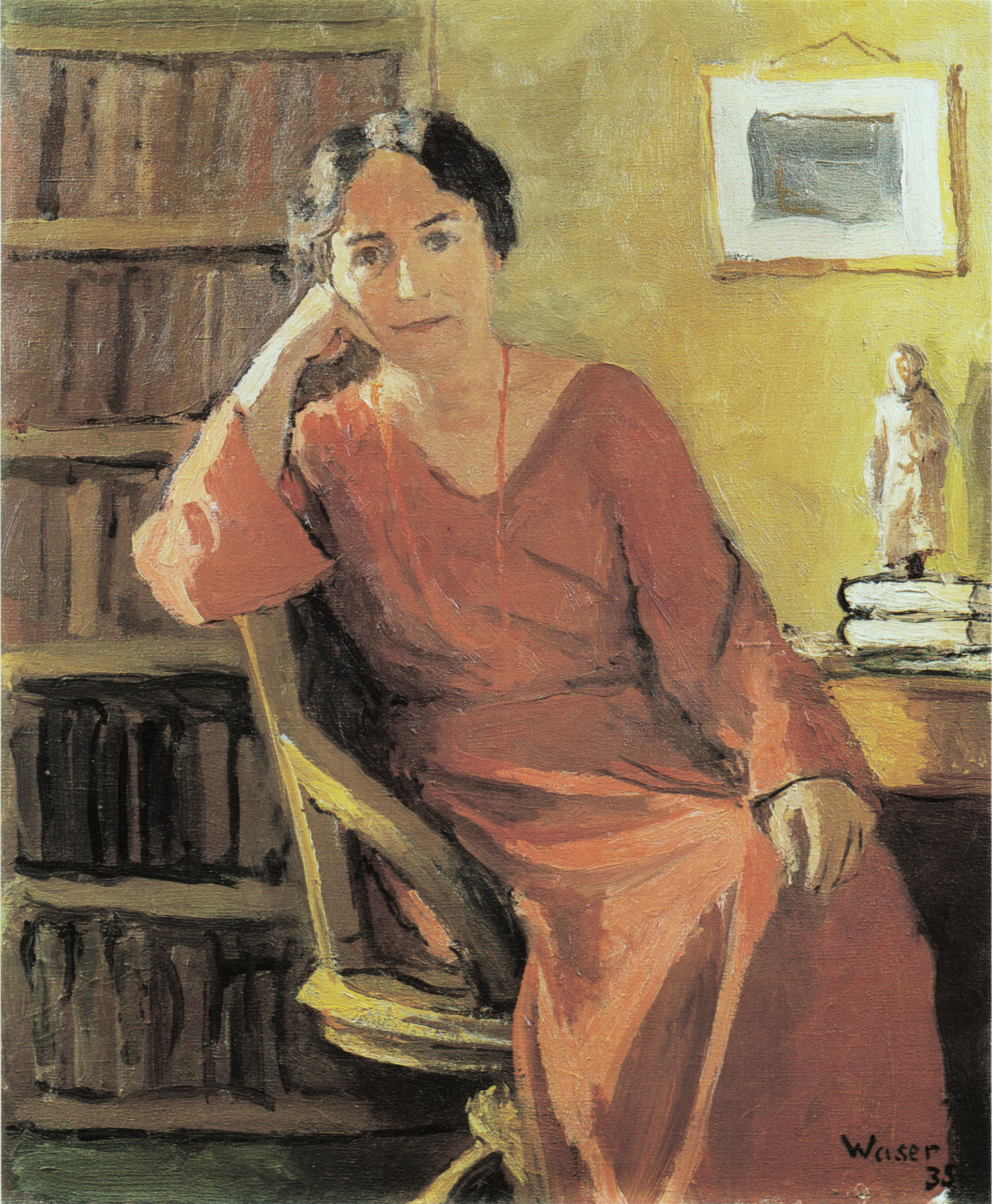
Heini Waser: Maria Waser am Schreibtisch, 1935

Maria Waser (* 15. Oktober 1878 in Herzogenbuchsee/Kanton Bern als Maria Krebs; † 19. Januar 1939 in Zollikon/Kanton Zürich) war eine Schweizer Schriftstellerin.

## Leben
Maria Krebs war die Tochter des Landarztes Walther Krebs. Nach dem Besuch eines Berner Gymnasiums studierte sie von 1897 bis 1901 Geschichte und Literaturwissenschaft an den Universitäten in Lausanne und Bern. 1902 promovierte sie in Bern mit einer Arbeit zur spätmittelalterlichen Schweizer Geschichte zum Doktor der Philosophie. Es folgte ein Studienaufenthalt in Italien.
1905 heiratete sie den Klassischen Archäologen Otto Waser, der 1915 Professor an der Universität Zürich wurde. Mit ihm gründete sie eine Familie und lebte in Zollikon. Beide gehörten seit 1904 und bis 1919 der Redaktion der Kunst- und Kulturzeitschrift Die Schweiz an. Sie übten einen bedeutenden Einfluss auf die Schweizer Literatur jener Zeit aus, z. B. durch die Förderung von Nachwuchsautoren wie Albin Zollinger und Robert Walser. Zudem war Maria eine frühe Förderin von Antonietta Zanolli-Recati. Diese war u. a. die Mutter von der Kunsthandwerkerin Lea Zanolli und führte das Zanolli-Atelier.
Das Ehepaar Waser bereiste Frankreich, England, Deutschland, Griechenland (1923) sowie Italien; es hatte zwei Söhne. Heini, der jüngere der beiden, wurde ein bekannter Maler.
Maria Wasers Werk besteht aus Romanen, Erzählungen, Biografien und Gedichten. Das erfolgreichste Werk war Die Geschichte der Anna Waser. 1938 erhielt sie den Literaturpreis der Stadt Zürich, ihrer zweiten Heimat.
Ihr Nachlass wird im Schweizerischen Literaturarchiv in Bern verwahrt.

## Schriften
- Die Politik von Bern, Solothurn und Basel in den Jahren 1466–1468. Bern 1902 (als Maria Krebs) Internet Archive
- Henzi und Lessing. Eine historisch-litterarische Studie. Bern 1903 (als Dr. Maria Krebs)
- Nachspiel zu Schumann’s «Der Rose Pilgerfahrt». Herzogenbuchsee 1908.
- Die Geschichte der Anna Waser. Ein Roman aus der Wende des 17. Jahrhunderts. DVA, Stuttgart 1913.(Digitalisat im Internet Archive); Neuauflage: Classen, Zürich 1978, ISBN 3-7172-0279-0.
- Das Jätvreni. Zürich 1917.
- Scala Santa. Zürich 1918.
- Von der Liebe und vom Tod. Novellen aus drei Jahrhunderten. DVA, Stuttgart [u. a.] 1919.
- Wir Narren von gestern. Bekenntnisse eines Einsamen. Roman, Stuttgart [u. a.] 1922.
- Das Gespenst im Antistitium.[2] Novellen. Leipzig 1923.[3]
- (Hrsg.): Dr. Walther Krebs. Herzogenbuchsee 1926.
- Der heilige Weg. Ein Bekenntnis zu Hellas. Stuttgart 1927.
- Josef Viktor Widmann. Vom Menschen und Dichter[,] vom Gottsucher und Weltfreund (= Die Schweiz im deutschen Geistesleben, Bd. 46/47). Huber, Frauenfeld 1927.
- Wege zu Hodler. Zürich 1927.
- Die Sendung der Frau. Bern 1928.
- Wende. Der Roman eines Herbstes. Stuttgart 1928.
- Land unter Sternen. Der Roman eines Dorfes.[4] Stuttgart 1930.
- Begegnung am Abend. Ein Vermächtnis. Stuttgart [u. a.] 1933. (Über den Neurologen und Neuropathologen Constantin von Monakow; Digitalisat im Internet Archive, mit Auszügen aus Rezensionen zu Büchern von Maria Waser am Schluss des Buches)
- Lebendiges Schweizertum. Zürich [u. a.] 1934.
- Sinnbild des Lebens. Stuttgart [u. a.] 1936.
- Das besinnliche Blumenjahr. Gedichte zu Aquarellen von Hedwig Krebs. Deutsche Verlags-Anstalt, Stuttgart [u. a.] 1938.
- Vom Traum ins Licht. Stuttgart [u. a.] 1939.
- Vom Zürcher Geschlecht der Waseren. Zürich 1941.
- Nachklang. Skizzen und Novellen. Kunstbetrachtungen, Autobiographisches. Aus dem Nachlass ausgewählt. Mit Porträt von Maria Waser. Huber, Frauenfeld [u. a.] 1944.
- Gedichte, Briefe, Prosa. Hrsg. von Esther Gamper, Zürich 1946.
- Berner Erzählungen. Wende. Frauenfeld 1959.
- Von der Liebe und vom Leben. Eine illustrierte Anthologie. Rothenhäusler Verlag, Stäfa 1990.
- Wo ich an ganz Großem Lust empfinde. Bern [u. a.] 2004.
- [Autobiografie], in: Elga Kern (Hrsg.): Führende Frauen Europas. 16 Selbstschilderungen. Ernst Reinhardt, München 1928, S. 116–137.